# Los 12 discípulos (canción)
Los 12 Discípulos o "Quítate Tu Pa 'Ponerme Yo" es una canción de Eddie Dee con varios artistas de su quinto álbum de estudio, 12 Discípulos (2004). Cuenta con otros once artistas de reguetón, entre los más solicitados del género en ese momento, como Daddy Yankee, Ivy Queen, Tego Calderón, Voltio, Vico C, Zion, Lennox, Nicky Jam, Johnny Prez, Gallego y Wiso G.
Una versión salsa de la canción también está disponible en la edición especial del álbum lanzado en 2005. La canción alcanzó el número ocho en la lista Billboard Tropical Songs, ganando así una nominación al premio Billboard de la música latina en 2005 como "Pista Tropical Airplay del Año, Artista Nuevo".

## Contexto
El álbum 12 Discípulos fue lanzado en 2004. Alcanzó el número uno en la lista de álbumes tropicales de Billboard durante tres semanas no consecutivas. También alcanzó el número cinco en la lista Billboard Latin Albums. El álbum incluye canciones de algunos de los artistas de reggaetón más exitosos, incluida la introducción del álbum "Los 12 Discípulos" donde todos se unen para mostrar que "la unidad es necesaria para que el género reggaetón evolucione y sobreviva". En 2005, se lanzó una edición especial del álbum con una versión salsa única de la canción titulada "Quítate Tu Pa 'Ponerme Yo".

## Composición
La canción comienza con una introducción de Gallego explicando quiénes son los "12 Discípulos", al tiempo que afirma que se hicieron muchas llamadas telefónicas, pero solo doce selecciones, basándose en la parábola del banquete nupcial. Luego sigue el coro interpretado por un solo Vico C. El primer verso comienza interpretado por Eddie Dee, quien luego es seguido por Tego Calderón. Voltio sigue rápidamente con su propio verso. Luego, Zion interpreta el coro de la canción. Daddy Yankee y luego Ivy Queen siguen con sus versos respectivamente. Johnny Prez luego interpreta su verso, seguido del coro interpretado por Nicky Jam. Wiso G luego entrega su respectivo verso. Lennox interpreta su verso mientras la canción termina con un discurso de Gallego. 
En orden de aparición, los artistas que aparecen en la canción son: Gallego, Vico C, el artista principal Eddie Dee, Tego Calderón, Zion, Daddy Yankee, la única artista femenina en la canción y la reina del reggaetón. Ivy Queen, Johnny Prez, Nicky Jam, Lennox y finalmente Wiso G. En el video, Vico C canta el verso final, que en el álbum es interpretado por Nicky Jam.

## Presentaciones en vivo
"Los 12 Discípulos" se presentó en los Premios Grammy Latinos de 2005. No todos los cantantes participaron liderados por Eddie Dee, sin embargo, Daddy Yankee fue reemplazado por Eddie Dee, ya que interpretó su éxito mundial "Gasolina" en el programa. Eddie Dee también interpretó el verso de Wiso G. Tito El Bambino reemplazó a Nicky Jam en el coro final. En lugar de Queen comenzando su verso con "Quítate tu que llego la caballota, la perra, la diva, la potra"; Queen abrió con "Quítate tu que llego la caballota, la reina, la diva, la potra"; reemplazando "perra" por "reina".

## Posicionamiento en listas
"Los 12 Discípulos" logró alcanzar el número ocho de la lista Billboard Tropical Songs, convirtiéndose en un top ten. Recibió una nominación a "Pista Tropical Airplay del Año, Artista Nuevo" en los Premios Billboard de Música Latina 2005.

### Carteleras semanales
| Chart (2004)                          | Position |
| ------------------------------------- | -------- |
| US Latin Tropical Airplay (Billboard) | 8        |

### Carteleras anuales
| Chart (2004)                          | Position |
| ------------------------------------- | -------- |
| US Latin Tropical Airplay (Billboard) | 25       |